# Hello! Project
Hello! Project (ハロー！プロジェクト Harō! Purojekuto?) este un proiect muzical japonez lansat in 1998, un nume de brand pentru un grup de cântărețe care sunt sub contract cu agenția de talente Up-Front Promotion. Piesele lor sunt scrise, compuse și produse de Tsunku. Hello! Project este un proiect renumit in Japonia, care produce mai multe trupe idol de fete, cum ar fi Morning Musume, Berryz Kobo, Cute, S/mileage.

## Line-up (2020)
- Morning Musume
- Angerme
- Juice=Juice
- Hello Pro Kenshūsei[6]
- Tsubaki Factory
- BEYOOOOONDS